# Лора Дейв
Лора Дейв (англ. Laura Dave; народилася 18 липня 1977, Нью-Йорк) — американська письменниця.

## Біографія
Лора Дейв народилася в Нью-Йорку. Дитинство пройшло у Скарсдейлі, Нью-Йорк.  Її інтерес до слова почався, коли вона була в початковій школі.  Дейв закінчила Університет Пенсільванії в 1999 році, де отримала ступінь бакалавра. Має ступінь магістра закордонних справ Університету Вірджинії за програмою творчого письма.  Лора Дейв була стипендіатом Генрі Хойнса та отримувала стипендію Теннессі Вільямса. Отримала кілька нагород за свої твори, включаючи нагороду за коротку художню прозу.
Після аспірантури працювала незалежним журналістом для ESPN.

## Письменницька кар'єра
Дейв є автором книжок «Лондон — найкраще місто в Америці» (2006) і «Вечірка розлучення» (2008). Її останній роман вийшов у 2021 році та миттєво став бестселером №1 за версією New York Times, залишаючись у списку бестселерів у твердій обкладинці NYT протягом 63 тижнів.   Найчастіше вона пише про стосунки, сім'ю, невірність, шлюб. Вона з'явилася на CBS The Early Show, Fox News Channel Fox & Friends і NPR All Things Considered.  У 2008 році Cosmopolitan назвав її «Веселим і безстрашним феноменом року». 

## Особисте життя
Дейв одружена зі сценаристом Джошем Сінгером. Вони проживають у Лос-Анджелесі. 

## Твори

### Романи
- «Лондон — найкраще місто в Америці» (2006) ISBN 978-0-14-303850-4
- The Divorce Party (2008) ISBN 978-0-14-311560-1
- Перший чоловік (2011) ISBN 978-0-670-02267-0
- Вісімсот виноградів (2015) ISBN 978-1-4767-8925-5
- Hello, Sunshine (2017) ISBN 978-1-4767-8932-3
- Останнє, що він мені сказав  (2021) ISBN 978-1-5011-7134-5[2]

### Фільми
У 2006 році Universal Studios віддала права на фільм «Лондон — найкраще місто в Америці» як головну роль для Різ Візерспун. У 2008 році Universal Studios також вибрала «The Divorce Party» разом із Echo Films, виробничою компанією Дженніфер Еністон.  У 2020 році Різ Візерспун «Hello Sunshine» вирішила створити обмежений серіал «The Last Thing He Told Me» на Apple із Дженніфер Гарнер у головній ролі.